# Attichy
Attichy je francouzská obec v departementu Oise v regionu Hauts-de-France. V roce 2014 zde žilo 1 859 obyvatel.

## Poloha obce
Po jižním okraji obce protéká řeka Aisne. Sousední obce jsou: Berneuil-sur-Aisne, Couloisy, Bitry, Jaulzy, Moulin-sous-Touvent, Saint-Crépin-aux-Bois a Tracy-le-Mont.

## Vývoj počtu obyvatel
Počet obyvatel